# Cantó de La Vistrenca

El cantó de La Vistrenque és un cantó francès del departament del Gard, a la regió d'Occitània. Està inclòs al districte de Nimes, té 5 municipis i una part de la ciutat de Nimes. El cap cantonal és Bouillargues.

## Municipis
- Bolhargues
- Caissargues
- Garons
- Milhau
- Rodilhan